# Der Bucklige von Soho
Der Bucklige von Soho ist ein deutscher Kriminalfilm von Alfred Vohrer aus dem Jahr 1966. Es handelt sich um die einundzwanzigste Edgar-Wallace-Produktion der Rialto Film.

## Handlung
Scotland-Yard-Chef Sir John ist außer sich. Mehrere Prostituierte wurden auf grausame Weise erwürgt. Inspektor Hopkins, der den Fall lösen soll, steht vor einem Rätsel. Unterdessen trifft die attraktive Wanda Merville aus New York bei dem äußerst kurzsichtigen Anwalt Harold Stone in London ein. Sie ist angereist, um das Erbe ihres verstorbenen Vaters Lord Donald Perkins anzutreten. Noch bevor Wanda das Geld in Empfang nehmen kann, wird sie in die finsteren Gemäuer von Schloss Castlewood entführt, dem Sitz der Familie Perkins. Ausgerechnet Sir John ist mit dem skurrilen Schlossherren befreundet. General Perkins, Bruder des verstorbenen Lord Donald, spielt mit seinem Butler Anthony seit Jahren Tag für Tag die Schlacht um Tobruk in einer Art Sandkasten nach. Seine Gemahlin Lady Marjorie betreibt in Schloss Castlewood ein Heim für Mädchen, die vom rechten Weg abgekommen sind. Beschwerden über die unzumutbaren Zustände und die harte Arbeit in der hauseigenen Wäscherei werden von der zuständigen Oberin, dem Verwalter Alan Davis und Reverend David rigoros abgewiesen. Wer flüchten will, wie die verzweifelte Jane, wird von einer unheimlichen Gestalt, dem „Buckligen“, beseitigt.
Inzwischen gibt sich eine gewisse Gladys Gardner als Wanda Merville aus. Der skrupellose Alan Davis will Anwalt Stone dazu zwingen, beim Notar die Identität des Mädchens als rechtmäßige Erbin zu bezeugen. Da findet die Polizei die Leiche der erwürgten Jane. Wie bei den vorherigen Fällen, sind die Hände des Opfers durch scharfe Waschmittel stark angegriffen. Inspektor Hopkins trifft bei General Perkins auf die falsche Wanda Merville, die er am Abend ins Hotel bringt. Unterwegs wird auf Hopkins’ Wagen geschossen, der daraufhin in Flammen aufgeht. Da das Mädchen seine Handschuhe auch nicht ablegen will, als diese durch den Unfall völlig verdreckt sind, schöpft der Ermittler Verdacht. Er lässt die falsche Wanda überwachen. In der Zwischenzeit hat Alan Davis die Mädchen Viola und Laura aus dem Heim in ein Bordell namens „Mekka“ bringen lassen. Deren Leiterin ist die hartherzige Mrs. Tyndal, als Geschäftsführer fungiert kein Geringerer als Reverend David. Und auch hier gilt: Wer zu viel weiß oder die Flucht ergreifen will, wird ein Opfer des Buckligen.
Als Inspektor Hopkins dem „Mekka“ einen Besuch abstattet, werden die Gangster nervös. Es entgeht ihnen nicht, dass der Ermittler ausgerechnet auf Laura trifft, die ihn eindringlich um Hilfe bittet. Als Hopkins und Sir John wenig später mit einem Durchsuchungsbefehl zurückkehren, hat Mrs. Tyndal den zweifelhaften Club längst räumen lassen. Die Beamten finden dort lediglich die erwürgte Laura und einen Geheimgang, der in der Kanalisation endet. Immerhin treiben die Ermittler die Ganoven dermaßen in die Enge, dass diese beginnen, sich gegenseitig aus dem Weg zu räumen. Erstes Opfer in den eigenen Reihen ist Stones Sekretärin Emily, die mit den Verbrechern unter einer Decke steckte und letztlich ihr eigenes Ding drehen wollte. Es folgt die Oberin. Beim Versuch, den Buckligen zu erschießen, wird sie von diesem überlistet und selbst ermordet.
Kurz nachdem der Inspektor Gladys Gardner als falsche Wanda Merville enttarnt, wird sie von ihrem Liebhaber Alan Davis ermordet. Doch es dauert nur kurze Zeit, bis Davis beseitigt wird. Reverend David erschießt ihn und legt eine falsche Spur, die einen Selbstmord vortäuschen soll. Aber der von David für tot gehaltene Bucklige beobachtet den Vorgang und vernichtet das Alibi. Mrs. Tyndal, die Wanda Merville in einem Bootshaus gefangen hält und vergebens auf ihren Komplizen Alan Davis wartet, wird das nächste Mordopfer des Buckligen. Wanda kann aus dem Bootshaus fliehen, landet jedoch in der Gewalt von Reverend David. Der fährt zu General Perkins und seiner Frau. Auch Inspektor Hopkins und Sir John treffen dort ein. Während Wanda in der Garage festgehalten wird, gibt der Reverend den Ahnungslosen, der gerade erst von den Machenschaften um Alan Davis erfahren haben will. Inspektor Hopkins kann den Reverend anhand einiger Widersprüche stellen. Der ergreift die Flucht und verschleppt Wanda in das Mädchenheim auf Schloss Castlewood, wo ihn allerdings der Bucklige und damit ein grausames Ende erwarten.
Inspektor Hopkins identifiziert den Buckligen als Harry Winston, der einst wegen Mordes in Kairo angeklagt war. Er verdankt sein Leben General Perkins, dem er sklavisch ergeben ist. Perkins hatte bei der Schlacht um Tobruk eigenmächtig gehandelt und wurde daraufhin seines Postens am Frontkommando enthoben. Man übertrug ihm die Leitung eines Militärstraflagers. Sein erfolgreicher Bruder Donald, der das Militär schon immer verachtete, erinnerte ihn immer wieder an diese Demütigung. Als Donald starb, versuchte der General dessen Vermögen mit einer falschen Wanda Merville zu ergaunern. Kurz vor seiner Verhaftung erschießt General Perkins den Buckligen. Wanda Merville kann endlich ihre Erbschaft antreten.

## Entstehungsgeschichte

### Vorgeschichte und Drehbuch
Der im Dezember 1965 gestartete Edgar-Wallace-Film Der unheimliche Mönch entwickelte sich für die Produktionsfirma Rialto Film zu einem großen Erfolg. Entsprechend liefen beim verantwortlichen Filmverleih Constantin Film auch 1966 die Planungen für eine erfolgreiche Fortsetzung der Reihe. Ende April startete der von Harry Alan Towers produzierte Film Das Rätsel des silbernen Dreieck in den Kinos. Für Horst Wendlandts Rialto Film war 1966 zunächst die Herstellung folgender Wallace-Filme vorgesehen:
1. Das Geheimnis der weißen Nonne
2. Der Bucklige von Soho
3. Hexer 66, Fortsetzung der Filme Der Hexer und Neues vom Hexer[3]

Die Vorbereitungen für Das Geheimnis der weißen Nonne zögerten sich hinaus, sodass man auch das folgende Projekt verschieben musste. Nach eingehenden Besprechungen einigten sich Rialto Film, Constantin Film und Regisseur Alfred Vohrer darauf, die Hexer-Fortsetzung unter dem Titel Hexer 66 vorerst nicht zu realisieren. Stattdessen widmete man sich dem Projekt Der Bucklige von Soho. Das Drehbuch schrieb Herbert Reinecker nach einem Entwurf von Harald G. Petersson. Schon vorher basierten einige Edgar-Wallace-Filme lediglich auf wenigen Motiven der Romanvorlagen. Mit Der Bucklige von Soho ging man innerhalb der Filmreihe erstmals dazu über, sowohl auf einen frei erfundenen Filmtitel als auch auf eine frei erfundene Handlung zurückzugreifen. Mit diesem Schritt erhoffte man sich, die Filmreihe mehr dem aktuellen Zeitgeist anpassen zu können.

### Besetzung
Ursprünglich sollte in diesem Film Joachim Fuchsberger die Rolle des Inspektor Higgins spielen. Dieser musste aus terminlichen Gründen absagen. Günther Stoll, der im Januar 1966 mit dem Durbridge-Zweiteiler Melissa bundesweit bekannt wurde, übernahm die Rolle, die kurzerhand in Inspektor Hopkins umbenannt wurde. Für die Rolle der Wanda Merville war zunächst Uschi Glas vorgesehen. Als sich die Dreharbeiten zu Winnetou und das Halbblut Apanatschi länger als geplant hinzogen, übernahm die aus der Fernsehserie Die Unverbesserlichen bekannte Monika Peitsch den Part. Ansonsten verpflichtete man zahlreiche in früheren Edgar-Wallace-Filmen eingesetzte Darsteller wie Eddi Arent, Albert Bessler, Pinkas Braun, Uta Levka, Hubert von Meyerinck, Siegfried Schürenberg, Gisela Uhlen, Kurt Waitzmann und Agnes Windeck. Ilse Pagé, die in diesem Film ein Opfer des „Buckligen“ spielte, sollte ab 1967 in sechs weiteren Edgar-Wallace-Filmen als Sir Johns Sekretärin Miss Finley zu sehen sein. Joachim Teege hatte einen einmaligen Gastauftritt in der Filmreihe.

### Produktion
Im Programmheft der Constantin Film noch als Schwarzweißfilm angekündigt, realisierte Rialto Film Der Bucklige von Soho letztlich als ihren ersten Edgar-Wallace-Film in Farbe (Eastmancolor). Die Dreharbeiten des im Breitwandformat 1:1,66 hergestellten Films fanden vom 1. Juni bis 13. Juli 1966 statt. Bis auf wenige Außenaufnahmen ohne Schauspieler in London entstand der Film in West-Berlin. Die meisten Aufnahmen drehte man auf dem Gelände der CCC-Film-Studios in Berlin-Haselhorst, wo auch die Atelieraufnahmen entstanden. Als Schloss Castlewood ist die Zitadelle Spandau zu sehen.
Die Filmbauten stammten von Wilhelm Vorwerg und Walter Kutz. Für die Kostüme war Irms Pauli verantwortlich. Herstellungsleiter war Fritz Klotzsch. Die Produktionsleitung übernahm Wolfgang Kühnlenz, die Regieassistenz Eva Ebner.

### Filmmusik
Die Filmmusik zu Der Bucklige von Soho stammt aus der Feder von Peter Thomas, der diese Arbeit später selbst als „thomas’sche Ballermannmusik“ bezeichnete. Im Soundtrack des Films finden sich Einflüsse des Jazz und der Swingmusik. Auffallend war aber vor allem der unkonventionelle Einsatz der menschlichen Stimme. Während im Titelthema neben der typischen Vokalise auch verschiedenste menschliche Laute Verwendung fanden, wurde die Melodie eines anderen Titels gepfiffen. Auf der 1992 erschienenen Doppel-CD und der gleichnamigen, im Folgejahr veröffentlichten Einzel-CD Peter Thomas – Film Musik waren folgende Stücke mit einer Gesamtlaufzeit von 10:44 Minuten enthalten:
- Der Bucklige von Soho (Titelmusik)
- Heim für gefallene Mädchen
- Never Trust A Preacherman
- Schock
- The Hump
- Folterkammer
- Hit Him Where It Hurts
- The Reverend Goes To Hell

Die Titelmusik, The Hump und Hit Him Where It Hurts erschienen ebenfalls auf der CD The Best of Edgar Wallace aus dem Jahr 2002.

### Postproduktion
Beim Endschnitt des Films wurden einige Szenen nicht berücksichtigt, in denen Inspektor Hopkins (Günther Stoll) und Sir John (Siegfried Schürenberg) die Leichen von Allan Davis (Pinkas Braun) und der Oberin (Hilde Sessak) finden. Laut Drehbuch hätten sich diese nach der Passage befunden, in der Hopkins und Sir John die Mädchen befreien.
Es existiert eine Fassung, bei der die englische Synchronisation mit der deutschen Originalfassung synchronisiert ist. Titel und Abspann sind im deutschen Original. Das aus der Synchronfassung herausgeschnittene Material erscheint, aber die Tonspur ist komplett stumm.

## Rezeption

### Veröffentlichung
Der Film musste insgesamt viermal der Freiwillige Selbstkontrolle der Filmwirtschaft (FSK) vorgelegt werden und wurde erst nach einigen Kürzungen ab 16 Jahren freigegeben. Unter anderem wurde deshalb der gesamte Vorspann, bei dem der Mund des Mordopfers herangezoomt wird, durch einen neuen Vorspann mit farbigen Schrifttafeln ersetzt. Am 6. September 1966 erfolgte der bundesweite Kinostart. Der Constantin-Filmverleih versprach einen „neuen Höhepunkt der berühmten Edgar-Wallace-Serie“. Während der Erstaufführungszeit hatte der Film in Deutschland rund 2,2 Millionen Kinozuschauer. Bei den damals durchgeführten Umfragen des Fachblattes Filmecho/Filmwoche, bei denen die Kinobesucher aktuelle Filme auf einer Skala von 1 (ausgezeichnet) bis 7 (sehr schlecht) bewerteten, schnitt Der Bucklige von Soho mit der Note 2,4 ab. Zum Vergleich: Die ebenfalls 1966 veröffentlichten Filme Das Rätsel des silbernen Dreieck (3,2), Winnetou und das Halbblut Apanatschi (2,8) und Lange Beine – lange Finger (2,6).
Der Film konnte noch in weiteren Länder vermarktet werden und lief dort unter anderem unter den folgenden Titeln:
- Dänemark: Den pukkelryggede fra Soho
- Finnland, finnischer Titel: Sohon kyttyräselkä
- Frankreich: Le bossu de Londres
- Griechenland: I Scotland Yard sta apokryfa tou Soho
- Italien: Il gobbo di Londra
- Jugoslawien: Grbavac iz Sohoa
- Niederlande: De gebochelde van Soho
- Vereinigte Staaten: The Hunchback of Soho

Im deutschen Fernsehen wurde der Film erstmals am 21. März 1985 auf dem Sat.1-Vorgänger PKS ausgestrahlt. Für die Veröffentlichung als Kaufvideo wurde die Altersfreigabe im Jahr 1991 von 16 auf 12 Jahre herabgestuft. Bei den Fernseh- und Videoveröffentlichungen waren der originale Vorspann und gelegentlich auch die von der FSK gekürzten Szenen enthalten. Das Ende wurde allerdings stets zu früh abgeblendet. 2004 erschien der Film in einer dem Endschnitt entsprechenden, ungekürzten Fassung auf DVD.

## Kritiken
„Routiniert gefertigte Erbschleicher-Klamotte nach Edgar Wallace. Die abstrusen Überzeichnungen diesmal arg gehäuft, verhindern zwar ein schädigendes Ernstnehmen, mindern aber die früher oft besser getroffene entspannende Unterhaltung und streifen mehrmals die Grenze des auch für diese Gattung geltenden guten Geschmacks.“

„Autor Herbert Reinecker und Regisseur Alfred Vohrer haben sich zu Edgar Wallace schon bessere Sachen - etwa ‚Der Hexer‘ - einfallen lassen. Die Story - entlassener General läßt von Helfershelfern Millionenerbin entführen - wäre brauchbar. Leider ist sie so konfus in Szene gesetzt, daß kaum Spannung aufkommt. Ein Dutzend Leichen, knallbunte Kulissen und begabte Darsteller nutzen da auch nichts.“

„Vohrer beweist zugleich, daß er all die kleinen, unauffälligen logischen Fehler unerfahrener Kriminalregisseure kennt, eine ganze Reihe von ihnen hat er, wohlversehen mit einem kleinen Signallämpchen, ausgelegt zum munteren Ratespiel.“

„Der erste Farbfilm der Edgar-Wallace-Reihe (Regie: Alfred Vohrer) entstand 1966, zu einer Zeit also, als sich die Gruselkrimi-Serie mit Eddi Arent als Maskottchen bereits gefährlich dem Verfallsdatum näherte. Zwar gab Drehbuchautor Herbert Reinecker ab und zu Kostproben seines schwarzen Humors, aber die betuliche Krimidramaturgie reißt heute niemanden mehr vom Hocker. Das verkappte Anliegen des Streifens könnte wohl eher gewesen sein, dem Publikum en passant ein paar verschämte Bordellszenen zu bieten.“

„Mit Grusel- und Sexeinlagen aufbereiteter Krimi, sehr frei nach Edgar Wallace.“